# جائزة زمالة الأكاديمية البريطانية لفنون السينما والتلفزيون
زمالة بافتا ، أو زمالة الأكاديمية (بالإنجليزية: BAFTA Fellowship)‏، هي جائزة مقدمة من الأكاديمية البريطانية لفنون السينما والتلفزيون (BAFTA)، تُمنح سنويًا منذ عام 1971 تقديراً للإنجاز فوق المتميز في الجوانب الفنية في صناعة الصور المتحركة.  وهي أعلى تكريم يمكن أن تمنحه الأكاديمية.
بقي المخرجون السينمائيون هم أكثر الحاصلين على هذه الجائزة، وقلة من ممثلي ومنتجي الأفلام والتلفزيون، ومن المصورين السينمائيين ومحرري الأفلام وكتاب السيناريو ومنذ عام 2007 صناع ألعاب الفيديو. يهيمن الأشخاص من المملكة المتحدة على قائمة الحاصلين على الجائزة، لكنها تضم أكثر من اثني عشر مواطنًا أمريكيًا وعدد من مواطني الدول الأخرى في أوروبا وآسيا، وفي عام 2002 أصبحت شركة ميرتشانت أيفوري أول منظمة تفوز بالجائزة. 